# Gabbro Hills
Gabbro Hills är en kulle i Antarktis. Den ligger i Västantarktis. Nya Zeeland gör anspråk på området. Toppen på Gabbro Hills är 1 500 meter över havet.
Terrängen runt Gabbro Hills är huvudsakligen lite bergig. Trakten är obefolkad. Det finns inga samhällen i närheten.